# Franc Props
Franc Props (ur. 7 marca 1963) – słoweński polityk i ekonomista, parlamentarzysta, od 2023 minister administracji publicznej.

## Życiorys
Pochodzi z gminy Šmartno pri Litiji. Absolwent wydziału ekonomicznego Uniwersytetu Lublańskiego, uzyskał magisterium z organizacji i zarządzania. Do 2010 pracował w zarządzającym nieruchomościami przedsiębiorstwie SPL w Lublanie, m.in. zajmował stanowiska dyrektora działu technicznego i pełnomocnika do spraw systemu jakości ISO 9001. Później był pełniącym obowiązki dyrektora IzVRS, słoweńskiego instytutu gospodarki wodnej. W latach 2011–2019 był dyrektorem generalnym SPL. W latach 2020–2022 kierował jednostką administracyjną UE Litija
Dołączył do ugrupowania Ruch Wolności. W 2022 uzyskał z jego ramienia mandat posła do Zgromadzenia Państwowego. W grudniu 2023 został ministrem administracji publicznej w rządzie Roberta Goloba.